# Pamela Gueli
Pamela Gueli (ur. 16 marca 1990 w Rivoli, Włochy) – włoska piłkarka, grająca na pozycji napastnika oraz piosenkarka.

## Kariera piłkarska

### Kariera klubowa
W 2006 rozpoczęła karierę piłkarską w ACF Torino. Latem 2009 przeniosła się do Romy. W 2011 została zaproszona do Juventusu. W sierpniu 2014 została zawodniczką Atletico Oristano, w którym zakończyła karierę piłkarską w roku 2015.

### Kariera reprezentacyjna
Występowała w juniorskiej reprezentacji U-19 na Mistrzostwach świata U-19 w 2008 roku.

## Kariera artystyczna
W 2011 roku uczestniczyła jako piosenkarka w jedenastej edycji Amici di Maria De Filippi. 5 listopada 2011 zapisała się do szkoły w zielonej drużynie zespołu Rudy Zerbi. 17 stycznia 2012 roku dołączyła do żółtego zespołu Grazia Di Michele. 19 czerwca został opublikowany na YouTube oficjalny teledysk do swojego pierwszego singla Senza maschera. Od 13 lipca 2012, singiel jest dostępny do pobrania na iTunes.

## Sukcesy i odznaczenia

### Sukcesy piłkarskie
reprezentacja Włoch
- mistrz Europy U-19: 2008